# Карнавал душ (фильм, 1962)
«Карнавал душ» (англ. Carnival of Souls) — независимый американский фильм ужасов 1962 года. Единственный полнометражный художественный фильм режиссёра Херка Харви, который также сыграл в нём одну из ролей.

## История
Херк Харви специализировался на документальных и образовательных фильмах. Идея художественного фильма пришла ему в голову во время отпуска в Солт-Лейк-Сити, где он увидел заброшенный парк развлечений Солтэйр. Съёмки проходили три недели, на главную роль Харви пригласил неизвестную тогда актрису Кендес Хиллигосс, а в остальных ролях были заняты местные актёры.
Фильм не получил известности в 1960-е годы, однако постепенно стал всё более популярным. Он считается одним из источников вдохновения для таких режиссёров, как Дэвид Линч и Джордж Ромеро.
В фильме нет спецэффектов, а беспокойная и тревожная атмосфера создаётся в основном за счёт органной музыки Джина Мура.
Павильон Солтэйр, снятый в фильме, в начале 1970-х годов сгорел. Он был перестроен и вновь открыт в 1993 году в качестве концертной площадки.
Фильм находится в общественном достоянии.

## Сюжет
Пытаясь обогнать машину с молодыми людьми, три молодые девушки падают на машине с моста в реку. Поиски машины и тел не приносят результата, однако неожиданно из воды появляется одна из девушек, Мэри Генри. Она увольняется из церкви, где работает органисткой, и уезжает из города. Ночью по пути на новое место она видит на дороге призрак бледного мужчины в чёрном костюме.

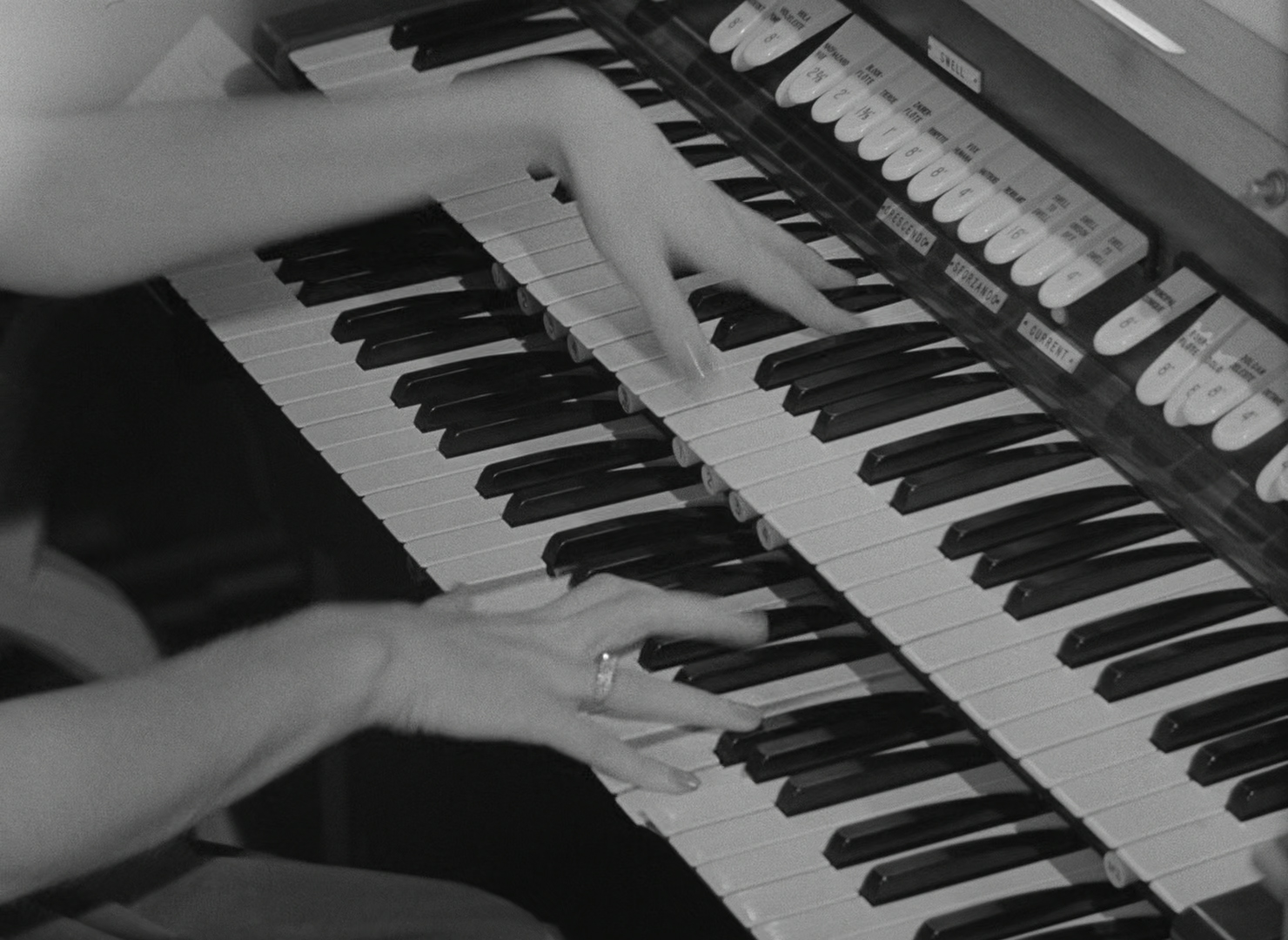
Мэри играет на органе

Мэри приезжает в небольшой городок в штате Юта, где снимает квартиру у пожилой хозяйки миссис Томас. Помимо неё, в доме проживает другой постоялец, молодой парень по имени Джон Линден, который пытается ухаживать за Мэри. Она устраивается работать органисткой в местной церкви, хотя прямо заявляет настоятелю, что сама она не религиозна и рассматривает игру на органе во время службы только как работу.
Призрак мужчины время от времени появляется снова и пугает Мэри. Она также обращает внимание на строения вдали от города, за озером. Оказывается, что это заброшенный павильон, где когда-то находился парк аттракционов и проходили карнавалы. По необъяснимой причине Мэри тянет в павильон, хотя священник не советует ей ходить туда.

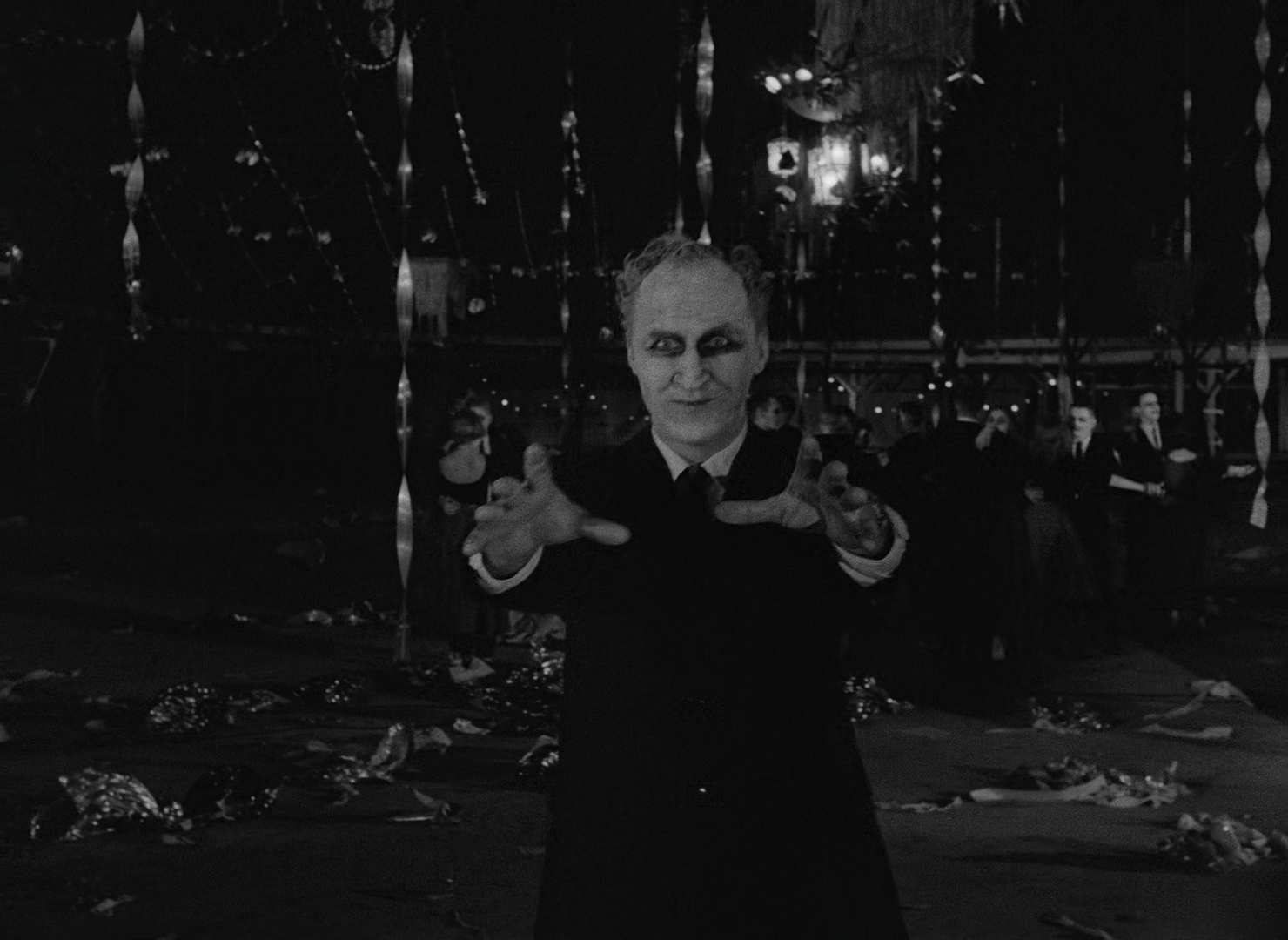
Призрак мужчины преследует Мэри

Однажды в городе Мэри испытывает необычное ощущение: она словно попадает в параллельную реальность, люди вокруг не видят её, а она сама не слышит окружающих звуков. Её замечает доктор Сэмюэлс, который выслушивает историю Мэри и пытается утешить её. После беседы с доктором Мэри едет в заброшенный павильон и осматривает его в одиночестве, пытаясь разобраться в себе.
Во время одной из репетиций в храме Мэри впадает в транс и вместо церковных гимнов начинает играть необычную демоническую музыку. При этом у неё возникает видение, как в заброшенном павильоне мужчина-призрак и другие призраки мертвецов танцуют под эту музыку. Застав Мэри за игрой, священник укоряет её и увольняет из церкви.
Мэри идёт на свидание с Джоном, однако чувствует себя неуютно, а когда они возвращаются домой, снова видит призрака в зеркале. Джон уходит, называя Мэри ненормальной. На следующий день Мэри уезжает, но в городе её снова преследует призрак. В результате к вечеру она отправляется в павильон, где видит танцы мертвецов. При этом в партнёрше мужчины в костюме Мэри узнаёт себя. В ужасе она убегает, однако мертвецы преследуют её.
Когда машину, в которой девушки упали в реку, наконец достают из воды, оказывается, что никто из них не выжил, — в машине три тела, в том числе тело Мэри.

## В ролях
- Кендес Хиллигосс — Мэри Генри
- Френсис Фейст — миссис Томас
- Сидни Бёрджер — Джон Линден
- Арт Эллисон — священник
- Стэн Левитт — доктор Сэмюэлс
- Херк Харви — мужчина (призрак)

## Ремейки
В 1998 году был снят одноимённый ремейк фильма, сюжет которого, однако, имел мало общего с оригиналом. Фильм получил в основном отрицательные отзывы и был выпущен сразу на видео, минуя кинопрокат. В небольшом камео появился исполнитель роли Джона Линдена Сидни Бёрджер, однако Кендес Хиллигосс от участия в картине отказалась.
В 2007 году вышел немецкий фильм режиссёра Кристиана Петцольда «Йелла», который называют ремейком «Карнавала душ»; действие в фильме происходит в современной Германии. Фильм получил положительные отзывы критиков.